# Chassignolles, Indre

Chassignolles este o comună în departamentul Indre, Franța. În 1 ianuarie 2022 avea o populație de 533 de locuitori.